# Giancarlo Navarrini
Giancarlo Navarrini (La Spezia, 10 giugno 1935 – Rovigo, 28 dicembre 2019) è stato un rugbista a 15, pittore e fumettista italiano.

## Biografia
Nato a La Spezia, compì studi artistici a Venezia entrando in contatto con vari artisti tra i quali Antonio Zancanaro.
Rugbista al Rovigo dal 1952, con cui vinse cinque campionati nazionali, compì il servizio di leva in Polizia entrando quindi, in tale periodo, nella formazione delle Fiamme Oro con cui vinse un ulteriore titolo di campione d'Italia. Tra il 1957 e il 1958 disputò anche due incontri internazionali con l'Italia, contro Germania Ovest e Romania.
Terminata l'attività agonistica si dedicò a tempo pieno alla carriera artistica, sia producendo opere di valore intimista aventi a tema l'emarginazione sociale sia, per la Mondadori, collaborando alle tavole dei fumetti del personaggio di Paperinik.

## Palmarès
- Campionati italiani: 6
Rovigo: 1952-53, 1953-54, 1961-62, 1962-63, 1963-64
Fiamme Oro: 1957-58